# 教育委員会法
教育委員会法（きょういくいいんかいほう、昭和23年7月15日法律第170号）は、教育委員会等を規定していた日本の法律である。
1948年7月15日に公布・施行され、1956年に地方教育行政の組織及び運営に関する法律が施行されたことで廃止された。

## 概要
1948年（昭和23年）7月15日に公布・施行された。
教育委員会法では、教育委員会は都道府県委員会と地方委員会の種別に分けられ、都道府県委員会は都道府県に、地方委員会は市町村に設置するものとされ、地方委員会は町村によって構成される一部事務組合に設置することができた。教育委員は、都道府県委員会には7名、地方委員会には5名をおくものとされ、1名は議会の議員から議会での選挙で選出し、残りの委員は公選することとされていた（公選委員の任期は4年）。教育委員会は首長に対して、教育関係予算の原案を提出することができた。
地方教育行政の組織及び運営に関する法律により、1956年9月30日に廃止された（いわゆる「逆コース」である）。

## 構成
- 第1章 総則（第1条 - 第6条）
- 第2章 教育委員会の組織 
  - 第1節 教育委員会の委員（第7条 - 第32条）
  - 第2節 教育委員会の会議（第33条 - 第40条）
  - 第3節 教育長及び事務局（第41条 - 第47条）
- 第3章 教育委員会の職務権限（第48条 - 第65条）
- 第4章 雑則（第66条 - 第68条）
- 附則